# Дихлорфос
Дихлорфо́с (англ. Dichlorvos; O,O-диметил-O-2,2-дихлорвинилфосфат, ДДВФ) — фосфорорганическое соединение.
До 1988 года ДДВФ широко применялся в составе препаратов для уничтожения насекомых в быту и на производстве (в основном — тараканов, моли, клопов и мух).

## Механизм действия
ДДВФ — контактный инсектицид и акарицид широкого спектра, оказывает на вредителей нервно-паралитическое действие.
Отличается кратковременным действием с высокой начальной токсичностью. Действует как фумигационный, контактный и кишечный яд. На поверхностях инсектицидные свойства сохраняются не более 2 суток. Высокотоксичен для тараканов, клопов, клещей, тлей, муравьёв, молодых личинок и взрослых особей чешуекрылых и мух. Гибель насекомых, особенно при попадании через дыхательные пути, наступает через несколько минут. ДДВФ для членистоногих примерно в 10 раз токсичнее хлорофоса.

## Свойства
Дихлорфос — бесцветная жидкость, хорошо растворима в органических растворителях и незначительно растворима (1 %) в воде. Температура кипения 35-120°. Летучесть при 10°-56,5 мг/м3, при 40°-800 мг/м3.

## Промышленное производство
ДДВФ является одним из первых метаболитов хлорофоса. В 1965 году был синтезирован в СССР и приобрел самостоятельное значение как пестицид. Промышленное производство ДДВФ осуществлялось действием едких щелочей на хлорофос в водном растворе при 40-50° С.
Выпускался в форме 50 % эмульгирующегося концентрата, 80 % технического препарата, расфасованного в стальные бочки. Инсектицидные средства в аэрозольных баллонах выпускалось с концентрацией ДДВФ в пределах 0,5 — 2 %.
На основе ДДВФ в конце 60 — 70 гг. XX в. был создан широкий спектр отечественных и зарубежных инсектицидов («Прима», «Дихлофос», «Нефрофос», «Дифокс» «Перфос», «Неофос», «Карбозоль», «Молемор», «Вапона», «Нуван», «Дивипан» и прочие).
С 1988 хлорофос, из которого получают ДДВФ, был ограничен в использовании в СССР. С 1997 года рядом законодательных актов применение хлорофоса, а соответственно и всех производных препаратов запрещено. ДДВФ исключён из Государственного каталога пестицидов, разрешённых к применению в РФ.
В бытовых инсектицидных средствах с 1988 года ДДВФ не применяется. В основе рецептов современных инсектицидных препаратов используют безопасные для человека и животных[уточнить] действующие вещества — пиретроиды.